# Darija Dolanski Majdak
Darija Dolanski Majdak (Zagreb, 10. ožujka 1965.) je hrvatska akademska slikarica
Završila je Nižu glazbenu školu (klavir) u Zagrebu 1976. godine. Godine 1983. je završila Školu primijenjenih umjetnosti u Zagrebu, odjel grafike. 1991. godine diplomirala je na zagrebačkoj Akademiji likovnih umjetnosti, nastavnički odjel. Radila je desetak godina kao vanjski suradnik Hrvatskog restauratorskog zavoda. Do umirovljenja bila je nekoliko godina članica Hrvatske zajednice samostalnih umjetnika. Izlagala je 25 puta samostalno i 60-ak puta skupno. Član je Hrvatskog društva likovnih umjetnika Zagreb. Živi i radi u Zagrebu.

## Samostalne izložbe
- 2016. Slikarstvo - da ili ne? / Galerija Razvid / Zaprešić
- 2013. My deep Soul / Galerija CEKAO / Zagreb
- 2012. Horror Vacui / Galerija Zvonimir, Zagreb
- 2012. Arijadnina meandrirajuća nit / Galerija Sveučilišne knjižnice, Split / Zavičajni muzej, Biograd na Moru / Muzej općine Jelsa, Hvar
- 2011. Tetris / Galerija Kopjar, Zagreb
- 2011. Jednostavno nijanse / Crkvica sv. Trojice, Kastav
- 2010. kvadrati 2010.g. / Galerija Događanja, Zagreb
- 2010. Labirint / Galerija Modulor, Zagreb
- 2009. Znakovi vremena / Galerija Vladimir Bužančić, Zagreb
- 2008. And forever skyline blue / Atelijer Lučko, Zagreb
- 2007. Skyline Revisited / Galerija Matice hrvatske, Zagreb
- 2007. Skyline Revisited / Galerija Vjekoslav Karas, Karlovac
- 2006. Chaos Manager / Galerija CEKAO, Zagreb
- 2006. Chaos Manager / Gradska galerija Fonticus, Grožnjan
- 2004. duboko Ž / Galerija Miroslav Kraljević, Zagreb
- 2004. tirilizoo / Gradska galerija Fonticus, Grožnjan
- 2003. High Tension / Izložbeni salon Izidor Kršnjavi, Zagreb
- 2003. plavo / Galerija Adum, Zlarin
- 2003. materija-histerija-misterija / Galerija Canvas, Zagreb
- 2003. www.kvadrati.kom / Galerija Kordić, Velika Gorica
- 2002. Skyline / Galerija Matice hrvatske, Zagreb
- 2002. Skyline / Galerija O.K., Rijeka
- 2001. Oblaci tmasti i bijeli svijetle noću / Atelijer Lučko, Zagreb
- 1993. Knjižnica Novi Zagreb / Zagreb
- 1993. Galerija Ravnice / Zagreb
- 1991. Izložbeni prostor Kraš / Zagreb

## Skupne izložba
- 2021. „Sva lica Hrvatske“ / Nova Gradiška
- 2021. 3. Zagrebački festival crteža / Zagreb
- 2021. 9. Zagorski likovni salon / Krapina
- 2021. Godišnja izložba članova HDLU-a / Zagreb
- 2021. HDLU Istre - „Komunikacija“ / Pula
- 2021. Otvoreni pulski bijenale crteža / Pula
- 2021. They love to paint / Galerija Zvonimir, Zagreb / Zagrebački velesajam, Zagreb
- 2020. Godišnja izložba članova HDLU-a / Zagreb
- 2020. 4. zagrebački ljetni likoni salon – Urbani zapisi / Galerija Kontrast, Zagreb
- 2020. Umjetnošću i ljepotom protiv predrasuda / Veliki Tabor
- 2015. Godišnja izložba članova HDLU-a / Zagreb
- 2014. 3. triennale autoportreta / Samobor
- 2014. žetva.obilje / Galerija Trenutak, Zagreb
- 2014. Godišnja izložba članova HDLU-a / Zagreb
- 2014. HANGART / Art Gallery Studio Orada, Zadar
- 2014. international.artexpo: „Morphos“ / Palazzo Albrizzi in Venice, Italija
- 2013. international.artexpo: „BorderBody“ / Galerija MD_S, Wroclaw, Poljska
- 2013. Hommage Picasso / Zagrebački velesajam, Zagreb
- 2013. Godišnja izložba članova HDLU-a / Zagreb
- 2013. international.artexpo: „Hybrid Identities“ / Edinburgh, Škotska
- 2012. 6. Zagorski likovni salon / Krapina
- 2012. Inter Imago Armory / Gallery MC, New York
- 2012. 2. triennale autoportreta / Galerija Prica, Samobor
- 2011. Erex11 / Galerija Zlatni konj, Zagreb
- 2011. Inter Imago New York 3 / Gallery MC, New York
- 2011. Godišnja izložba članova HDLU-a / Zagreb
- 2011. Sudjelovanje u prodajnoj izložbi u Svjetskoj banci / Zagreb
- 2010. Sudjelovanje u aukciji za humanitarnu zakladu Ivane Hodak / Zagreb
- 2010. Izložba recentnih radova članova HDLU-a / Zagreb
- 2010. Inter Imago New York 1/ Gallery MC, New York
- 2010. 45. zagrebački salon / Zagreb
- 2009. 5. zagorski likovni salon / Krapina
- 2008. 21. slavonski biennale / Osijek
- 2008. 1. triennale autoportreta / Samobor
- 2006. Što, zapravo, hoće te žene? / Galerija Zvonimir, Zagreb (s Barbić-Katičić, Diminić, Jazvić, Kljaković, Kovač)
- 2006. Izložba recentnih radova članova HDLU-a / Zagreb
- 2005. Pasionska baština / Muzej Mimara, Zagreb
- 2005. Izložba recentnih radova članova HDLU-a / Zagreb
- 2005. XL lički likovni anale / Gospić
- 2004. Apsolutno barok / Varaždin
- 2004. humanitarna izložba Vinski put / Jastrebarsko
- 2004. 19. slavonski biennale / Osijek, Vukovar
- 2004. Likumove generacije / Zagreb
- 2004. Izložba recentnih radova članova HDLU-a / Zagreb
- 2003. 3. zagorski likovni salon / Krapina
- 2003. Mala špijunka – izložbeni projekt Goethe instituta / Zagreb
- 2003. 3+1+5 (kustosica Iva Körbler) / Studio galerije Sv. Krševan, Šibenik
- 2002. Plavi salon - 16. trienale hrv. slikarstva / Zadar
- 2001. Knjižnica Vladimir Nazor / Zagreb
- 1993. Dom hrv. hodočasnika Dr. Ivan Merz - stalna spomen izložba / Rim
- 1991. YU paleta mladih, Galerija Doma kulture,Titov Vrbas, Jugoslavija
- 1990. XXII Salon mladih / HDLU, Zagreb
- 1989. XXI Salon mladih / HDLU, Zagreb
- 1988. XX Salon mladih / HDLU, Zagreb
- 1987. Izložbeni prostor Chromos / Zagreb
- 1987. Galerija Školska knjiga / Zagreb
- 1987. Galerija Vladimir Nazor / Zagreb
- 1987. XVIII Salon mladih / HDLU, Zagreb
- 1986. Galerija Veselin Masleša / Beograd

## Performansi
- 1988. Defenestracija, grupa Obnova / Cvjetni trg, Zagreb
- 1986. Sport, grupa Obnova / Trg dr. Franje Tuđmana, Zagreb
- 1985. Akcija grupnog slikanja, grupa Pakajonda / Cvjetni trg, Zagreb

## Nagrade i priznanja
- 2013. Srebrna plaketa za sudjelovanje u izložbi „Hommage Picassu“ dodijeljeno od organizatora izložbe „Ladica“
- 2013. uvrštena u knjigu „Who is Who u Hrvatskoj“
- 2012. Častan spomen za sliku "Cobal blue" dodijeljen od Artavita.com i World Wide Art Books
- 2010. „Očitovanje o izvrsnosti“ na 45. Zagrebačkom salonu, dodijeljeno od „Prijatelja umjetnosti“
- 2010. uvrštena u katalog „International Contemporary ARTIST Vol I“
- 2004. otkupna nagrada T-mobilea u suradnji s Institutom za suvremenu umjetnost - za umjetničku fotografiju na temu “Svijet bez granica”

Predgovor kataloga Horror Vacui izložbe prikazane u Galeriji Zvonimir
"Darija Dolanski Majdak koloristički intenzivnim spektrom boja u gradacijskom kontrapunktu prema verbo-vizualnim suptilnim odnosima jednog ili dva tona, računalnim ispisima interpretira svojevrsnom virtualnom retrospektivom dosadašnji slikarski ulog, nagon, htjenje i svjetonazor odražen slikom. Danas kada se u sklopu digitalnog doba i rasplinute umjetnosti čudimo konvencionalnoj slici – tko danas uopće slika – umjetnica proširuje granice slikarskog izraza usporednim stvarnostima u kojima ispis zamjenjuje konvencionalno ulje na platnu ili akril. Očito da je važniji sâm pojam imaga, slike kao predodžbe o svijetu: nutarnjem i vanjskom.  Posve je nevažno je li slika proizvedena  konvencionalnim sredstvima: kistom, bojom na platnu, ili je taj dio posla obavljen pomoću miša, računala i printera. 
Kolažiranjem i interpretacijom prethodnih ciklusa spojenih u osobni slikarski hibrid straha od praznine svijeta i sebstva, Darija ciklus Horror Vacui temelji na strukturi Svijeta kao labirinata, gdje se niz povezanih kadrova stapa u beskonačnu sekvencu vlastitog putovanja unutarnjim stazama bića satkanih od snova i nesvjesnog, mirisa i dodira: sjećanja – složenoj strukturi ljudske  psihe u kojoj se isprepliću i sažimaju san i java. Nazivi slika, poput Deep Blue, Deep Sea i Deep Secret dopunjavaju vizualne predodžbe duhovnih stanja i putokaz su autoričinih ekološko-humanih stremljenja. Veliko plavetnilo film i slika je koju svatko može imaginacijski i iskustveno doživjeti i prepustiti se snazi prirodnog reda stvari, ali i snazi autoričine slike. Upijanje dubokog plavetnila u kristalnim gradacijama privlači i apsorbira promatrača u ambis, u dubine čovjeka i svemira ispod pragova razuma i svijesti. Na tim finim razinama nastaju autoričine vizije koje duguju ponešto uzorima koji su težili skladu i harmoniji poput: Kleea i Mondirana.  Suprotstavljeni ciklus Oblaci temeljen je na plakatno-grafičkoj vizualizaciji teksta i slike koji zajedno odašilju poruku, kao i šetnjom vlastitim svijetom poezije, glazbe (Clash, Train in Vain) i likovne umjetnosti (Fovizam), odnosno osnovnog svjetonazora. Taj svijet intelektualan je i emotivan, začudan. Sazdan od oblaka i pomrčina, boja i Zvijezda, ali i od Dade i promjene, smrti i starosti. Iako uz gledanje zahtjeva i čitanje, ciklus odražava retrospektivni iskaz vlastitog života u glazbi, prirodi i umjetnosti koju umjetnica poput prtljage nosi sa sobom. Veselo i zaigrano tumačenje svijeta slikopisnim predstavljanjem i upečatljivim porukama koje se listaju poput dnevnika u slikama. Vlastito i nenametljivo ogoljivanje dovodi do sukusa osjećaja, misli, želja, fantazija…umjetnice i predstavljeno je slikom. Naknadnom rekreacijom i uvidom otkrivamo cijeli jedan život. A to u umjetnosti nije malo." - Željko Marciuš